# Château d'Ereck
Le château d'Ereck (ou château d'Erech, château des Roches) désigne le château établi sur la commune de Questembert, dans le Morbihan. Celui-ci occupe un point haut à l’extrémité orientale d'un plateau. 

## Localisation
Le château est situé à environ 550 m à vol d'oiseau à l'est du hameau de Lesnoyal, 560 m au nord-ouest de l'hippodrome du Resto et 1,4 km au nord du bourg de Bel-Air.

## Histoire
Un premier château aurait été bâti sur ces terres à la fin du Ve siècle par Erech, fils du roi d'Armorique Audren, ou au VIe siècle par Guérech, comte de Vannes. 
Un nouvel édifice est construit au XVIe siècle, considéré comme « très délabré » en 1825 et en 1845.
Les communs, la cour d'honneur (dont le puits du XVIe siècle), les parterres et jardins ainsi que les douves sont inscrits au titre des monuments historiques par arrêté du 14 octobre 1946,. En comptant les deux métairies (respectivement : celle du Pourpris et celle de La Porte), la propriété s'étend sur environ 62 hectares.
Le corps de logis, trop vétuste pour être restauré, est démoli par son propriétaire à la fin des années 1960, ses pierres servant à construire la mairie de Ruffiac. Les trois cheminées, achetées par l’État pour un montant de 300.000 F, sont ainsi sauvées et transportées au château de Kerjean, dans le Léon, situé à Saint-Vougay (Finistère) ; une seule d'entre elles sera finalement remontée à l'étage dudit château,. L'entreprise René Léger (3 rue de Chanzy à Nanterre) s'occupe de cette opération facturée 22.450 F, selon les termes d'un marché passé et approuvé le 19 mai 1959.
Le puits de la cour d'honneur est démonté à la fin des années 1950.
Des fouilles archéologiques successives ont révélé la présence probable d'une station romaine, attestée par la mise au jour de pièces de monnaie romaines enfouies près d'une butte située sur le chemin qui relie le château à la route,,,,.
À l'heure actuelle, les deux corps de bâtiment encore debout constituent les communs de l'ancienne demeure et servent à l'exploitation agricole.

## Architecture

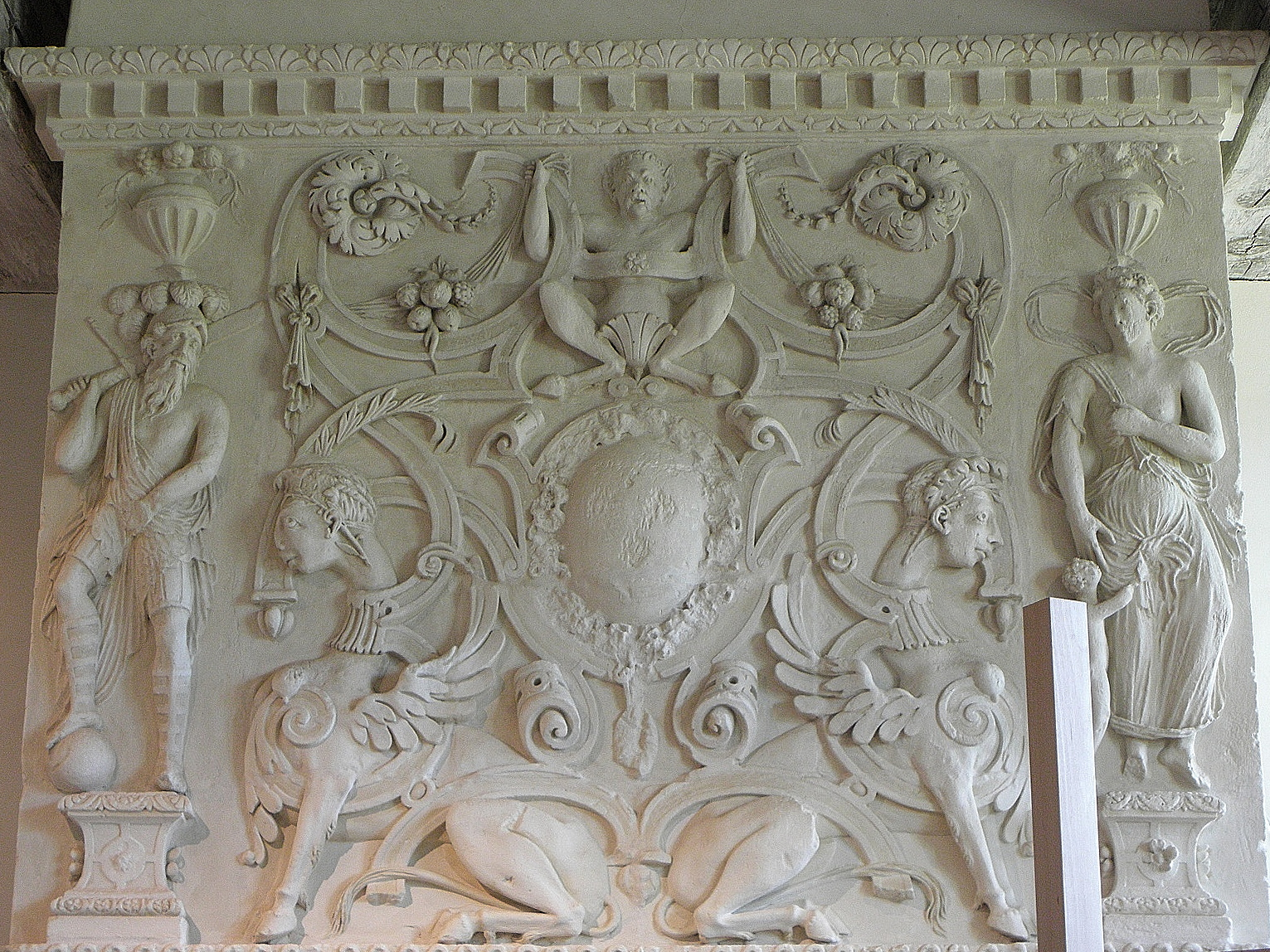
Manteau d'une cheminée du château, aujourd'hui au château de Kerjean.

Le château se présentait selon un plan rectangulaire. Il était coiffé d'un toit à la Mansard d'où émergeaient deux lucarnes ornées de caryatides et fronton.
À l'intérieur, il présentait trois cheminées sculptées.
Une large cour d'honneur précède le château, où se situait un puits octogonal d'origine. Au nord de cette cour, s'ouvre un portail donnant sur les communs. La chapelle privée a disparu.
Avant cour. – On accède au château par une avant-cour que cernent des douves – jadis en eau – et qui forment une sorte de fer à cheval. Après avoir franchi la grille de la cour d’honneur, l’œil du visiteur embrasse une façade de granite qui se développe sur 34 mètres de longueur, pleinement baignée de lumière au soleil couchant. 
Au rez-de-chaussée, huit ouvertures, dont deux portes vitrées, éclairent respectivement la salle à manger – dont la cheminée   s’orne d’un décor de type maniériste, issu de l’école de Fontainebleau ; un salon sans âtre, trois chambres – dont deux chauffées –, une cuisine, ainsi que deux autres petites pièces. Cet embas abrite les communs.
Au premier, à l’étage noble, la distribution des ouvertures reproduit à l’identique la disposition de celle du rez-de-chaussée. Elles apportent une lumière naturelle à une arrière-cuisine dotée d’une cheminée monumentale et à un cabinet noir qui cloisonnent ce deuxième niveau. Un escalier monumental donne accès à l’étage.
Les lucarnes adoptant l’alignement vertical des deux étages inférieurs éclairent le comble de la toiture, à croupe et à coyau ; il coiffe, sept pièces distinctes et couvre l’ensemble d’un toit d’ardoises. 
Dans la partie centrale, ce côté extérieur porte un blason  sculpté dans la pierre et encadré par deux lucarnes à chevalet et à fronton émergeant du toit. L’alignement vertical des ouvertures ne répond pas à la recherche d’une symétrie parfaite ; en effet, elle s’ordonne plutôt par répartitions : trois baies situées du côté gauche de l’axe matérialisé par le blason et cinq autres, du côté droit, qui jalonnent à intervalles presque réguliers les deux tiers de ce segment de façade. 
Quatre souches de cheminée rappellent extérieurement les principaux cloisonnements intérieurs. 
Un puits octogonal en pierres [1], surmonté d’une ferronnerie supportant une poulie, orne l’espace où l’on accède en voiture en franchissant une grande grille communiquant avec la ferme
Jardin d’agrément. – La façade opposée – celle donnant à l’est et regardant ce qu’on appelle également jardin de devant – flanquée d’une tour carrée tronquée, ferme un des quatre côtés du pourpris en protégeant les hôtes des regards extérieurs. Cette façade répond à celles de la chapelle  – déjà en ruine ne 1825 – et de la serre, positionnées en vis-à-vis. 
Ce côté extérieur du château est percé de quatre fenêtres au premier niveau et seulement deux au second ainsi qu’au dernier. La tour en saillie comprend une porte qui ouvre sur un perron de forme ronde d’où part un escalier desservant deux volées. Au premier étage, elle enferme une pièce dénommée chambre de la tour.
Écuries et remises. – Côté sud, un bâtiment adossé au pignon sert d’écurie et de remise mesure environ 7 m de long. Côté nord, un autre corps de bâtiment forme le pendant du premier.  
[1] Puits : Puits démonté à la fin des années 1950. 

## Propriétaires successifs
Les terres d'Erech appartiennent successivement aux familles Rest, Rays, Châteauderec (XVe et XVIe siècles), Kermeno (milieu du XVIe siècle), Le Mordant (XVIIe siècle), La Porte, Sanguin et Pontcarré de Viarme; à savoir :
- Jehan de Châteaudérec, fils de Guillaume ; il comparaît à la réformation de 1448. Guyon, fils du précédent ; puis, après lui, Nicolas et son fils Gilles.
- Marie de Châteaudérec, unique héritière épouse François ou Jean de Kermeno (milieu du XVIe siècle)
- Suzanne de Kermeno, fille de Marie, vend les terres à Jean Le Mordant, époux de Guillemette Michiel.
- Jeanne Le Mordant, fille des précédents, fait passer la propriété dans la famille de La Porte.
- Louise Nicole de La Porte (née en 1641), fille des précédents, s'allie en 1658 à Yves Sanguin, chevalier du Végron (décédé en 1680 ; enterré dans la chapelle du Châteaudérec). Joseph Sanguin (1660-1712), leur fils, meurt sans héritier. Bonne Thérèse, sœur de Joseph, épouse en 1685 Jacques Joachim Raoul de La Guibourgère.
- Louise Françoise (1712-1782), petite-fille et héritière des précédents, épouse à Rennes en 1736 Jean-Baptiste Elie Le Camus de Pontcarré.
- Louis Jean Népomucène Le Camus de Pontcarré (né en 1747), 4e enfant de la fratrie et fils des précédents, conseiller au Parlement de Paris, hérite de la propriété. Il meurt sur l'échafaud en 1794.
- Alexandre Prosper Le Camus de Pontcarré (1793-1853), fils du précédent, essaie vainement de recouvrer les biens de patrimoniaux.
- Mme veuve Eugène Victor Joseph Le Long (1776-1867), née Marie Josèphe Bonamy (1792-1874).
- M. et Mme Apollinaire Sébastien Victor Audicq, et le frère de Monsieur, notaire (actif entre 1869 et 1889).
- M. et Mme Hippolyte Nicolazo de Barmon (1847-1887) : 1881-1887[14],[15]. Ce dernier entreprend d'importants travaux de restauration. ("[...] Les travaux d’Érech vont toujours leur petit train. Je suis présentement après les fossés qui étaient dans un grand état d’abandon [...]"[16])
- M. et Mme Louis Lucien Defond, née Pauline Rezard de Wouves, épouse en premières noces de M. Hippolyte Nicolazo de Barmon  : 1887-1901.
- M. Guy Blanchard de La Bahuraye
- M. Karl Joly, habilleur à Saint-Nazaire (Loire-Atlantique) et éleveur de setters.
- M. Robin, dernier propriétaire connu avant la démolition.